# 偉大な生涯の物語
『偉大な生涯の物語』（いだいなしょうがいのものがたり、原題: The Greatest Story Ever Told）は、1965年にアメリカ合衆国によって制作された、イエス・キリストの生涯を描いた史劇映画である。配給はユナイテッド・アーティスツ、企画・監督はジョージ・スティーブンス（数シーンはデーヴィッド・リーンが担当）。
マックス・フォン・シドーがキリスト役でハリウッドデビューし、当時の映画スター多数（チャールトン・ヘストン、ロディ・マクドウォール、ヴァン・ヘフリン、サル・ミネオ、シドニー・ポワチエなど）が共演した。本編は70mmシネラマ・ウルトラ・パナビジョン70システムで撮影され、1965年2月15日にニューヨークで公開された。
フルトン・アワスラーの小説『The Greatest Story Ever Told, 1949年出版』を原作としている。
アワスラーは、リーダーズ・ダイジェスト誌の記者で、多くの小説の作者として、アメリカで知られていた。彼は1935年からこの作品に着手し、ニューヨークのスペルマン枢機卿の認可を得て出版した。（良き牧者運動版 飯島幡司のあとがき より）
原作は日本では、1951年に南山大学出版部、また1959年に善き牧者運動部から、飯島幡司訳で完訳版としていち早く紹介されていた。
映画版の日本公開時には、封切に合わせてタイトルを新たにし、抄訳版で『偉大な生涯の物語〈イエス・キリスト伝〉』として、鮎川信夫訳で、荒地出版社より発売された。
音楽はアルフレッド・ニューマンが担当。クライマックスにおいては、ゲオルク・フリードリヒ・ヘンデルの「メサイア」（ハレルヤ・コーラス）やジュゼッペ・ヴェルディの「レクイエム」などがケイン・ダービー指揮で使われた。

## ストーリー
東方の三博士が星に導かれ、ベツレヘムの貧しい馬小屋に現れる。処女マリアが神の子イエスを生んだのであった。黄金、乳香、没薬を捧げ、救世主の降誕を祝う。残忍なヘロデ大王 は予言されていたメシヤ（救世主）の誕生を知り、2歳以下の幼児をみな殺しにするが、危険を感じた大工ヨセフ は皆でエジプトへ逃れ、故郷のナザレに帰る。
イエス30歳の頃、「悔い改めよ」と叫んでいたヨハネ はローマの圧政に苦しむ民衆にイエスこそメシヤだとして、天国の到来を告げる。伝道を開始してガリラヤに向かうイエスには十二人の使徒 が生まれる。姦淫をしていたというマグダラのマリアを救う。カペナウムの奇跡を知らされた新しいヘロデ・アンティパスは、イエスの御名を讃えるヨハネの名声が我慢できず、捕えて土牢に幽閉する。彼の妻ヘロデヤは娘サロメをそそのかし、ヨハネの首を所望する。
死んだラザロの復活など多くの奇跡を実現したイエスは民衆の熱狂の中でエルサレム入城を果たす。しかし、「キリスト （油注がれた者）」がやってきたという民衆の驚喜に祭司や長老や律法学者たちはイエスの存在は邪宗を広める者と見なす。
捕えられる前日、弟子たちに囲まれて最後の晩餐をとったイエスは「裏切者がいる」とユダに暗黙のうちに悔悟を求める。一緒に死ぬというペテロには「鶏が鳴く前に君は3度わたしを否むだろう」という。そして、パンとワインを配る。サドカイ派のカヤパの反対などにもかかわらず裁判が行われ、総督ピラトによってイエスの代わりにバラバが恩赦され、十字架刑が命じられる。
処刑の日、ゴルゴダの丘で母や仕えてきた女たちの悲しみと祈りの声の中で息絶える。その時、すさまじい雷鳴とともに豪雨となり、暗黒が地上を覆う。十字架から外され、墓におさめられたイエスは死後、3日目に再びよみがえり、復活の奇跡をなし遂げ、「私は世の終わりまでいつもあなた方と共にいます」という声が響く。

## キャスト
| 役名                     | 俳優                       | 日本語吹替                            |
| 役名                     | 俳優                       | NETテレビ版                           |
| ------------------------ | -------------------------- | ------------------------------------- |
| イエス                   | マックス・フォン・シドー   | 山本學                                |
| 洗礼者ヨハネ             | チャールトン・ヘストン     | 納谷悟朗                              |
| 聖母マリア               | ドロシー・マクガイア       | 信沢三恵子                            |
| ヨセフ                   | ロバート・ロッジア         | 水島弘                                |
| ヘロデ大王               | クロード・レインズ         | 松村彦次郎                            |
| ヘロデ・アンティパス     | ホセ・フェラー             | 穂積隆信                              |
| ポンティウス・ピラトゥス | テリー・サバラス           | 大平透                                |
| クラウディア             | アンジェラ・ランズベリー   |                                       |
| カイアファ               | マーティン・ランドー       | 大木民夫                              |
| 闇の隠者（サタン）       | ドナルド・プレザンス       | 寄山弘                                |
| イスカリオテのユダ       | デヴィッド・マッカラム     | 井上真樹夫                            |
| キレネのシモン           | シドニー・ポワチエ         | 田中信夫                              |
| マタイ                   | ロディ・マクドウォール     | 日高晤郎                              |
| ユーライア               | サル・ミネオ               | 伊武雅之                              |
| ヤコブ                   | マイケル・アンダーソン・Jr |                                       |
| ヴェロニカ               | キャロル・ベイカー         | 弥永和子                              |
| 熱心党のシモン           | ロバート・ブレイク         | 飯塚昭三                              |
| 古きアダム               | エド・ウィン               |                                       |
| ヨハネ                   | ジョン・コンシダイン       |                                       |
| ペトロ                   | ゲイリー・レイモンド       | 家弓家正                              |
| マグダラのマリア         | ジョアンナ・ダナム         |                                       |
| バアル                   | ヴァン・ヘフリン           | 寺島幹夫                              |
| ソラク                   | ヴィクター・ブオノ         |                                       |
| バラバ                   | リチャード・コンテ         | 伊藤克                                |
| ニコデモ                 | ジョセフ・シルドクラウト   |                                       |
| マルタ                   | アイナ・バリン             | 岡本茉利                              |
| マリア                   | ジャネット・マーゴリン     |                                       |
| シェミア                 | ネヘマイア・パーソフ       |                                       |
| 東方の三博士             | マーク・レナード           |                                       |
| 東方の三博士             | フランク・シルヴェラ       |                                       |
| 東方の三博士             | シリル・デレバンティ       | 北村弘一                              |
| 処刑部隊百人隊隊長       | ジョン・ウェイン           | 小林清志                              |
| 墓の上の天使             | パット・ブーン             | 井上真樹夫                            |
| 癒された女性             | シェリー・ウィンタース     |                                       |
| 不明 その他              |                            | 杉田俊也 上田敏也 千葉耕市            |
|                          |                            |                                       |
| 演出                     | 演出                       | 小林守夫                              |
| 翻訳                     | 翻訳                       | 木原たけし                            |
| 効果                     |                            |                                       |
| 調整                     |                            |                                       |
| 制作                     | 制作                       | 東北新社                              |
| 解説                     |                            |                                       |
| 初回放送                 | 初回放送                   | 1974年12月15日、22日 『日曜洋画劇場』 |

## バージョン
本編の世界劇場初公開時、260分（4時間20分）という大作であったが、現在日本でDVDリリースされているバージョンは、199分または141分のカットバージョンのみであり、オリジナル版は未だにリリースされていない。
日本語吹替版は、1974年にNETテレビの『日曜洋画劇場』で前後編に分けてノーカットで放送された。ただし、現在DVDに収録されているのは放送禁止用語が使われているシーン等がカットされた再放送短縮版のみで、約一時間の音声が削られている。以下にカットされたシーンの例及びその理由を挙げる。
1. 遣いがヘロデ・アンティパスにヨハネの報告をするシーンの音声が大幅に削られた（全1分20秒中、日本語音声は僅か15秒である）。キチガイという言葉が入っているためである。
2. 大祭司にイエスのことを報告するシーンが完全に削られている。足なえという言葉が常時に使われているためである。
3. ラザロを復活させる直前のマルタの台詞の中に、めくら、ライ病人という言葉が入っているため、やむなくカットされた。

その他にも、多くのシーンがカットされている。